# Петров, Николай Николаевич (физик)
Николай Николаевич Петров (12.02.1931 — 30.05.1998) — российский физик, доктор физико-математических наук, профессор, заведующий кафедрой физической электроники Санкт-Петербургского государственного технического университета, заслуженный деятель науки РФ.

## Биография
Родился 12.02.1931 в Ленинграде. Блокадник, в августе 1942 г. эвакуировался в Чебоксары.
Окончил среднюю школу № 139 (1949) и Ленинградский политехнический институт (1955, учился сначала на физико-механическом, затем на радиотехническом факультете).
Работал там же: ассистент кафедры электроники (1955—1963), доцент кафедры электроники (1963—1971), и. о. заведующего кафедрой физической электроники (1971—1972), профессор, заведующий кафедрой физической электроники (1971—1998).
В 1975—1991 гг. руководитель отраслевой лаборатории Министерства электронной промышленности при кафедре физической электроники. В 1986—1990 гг. председатель секции естественных наук Ленинградского отделения общества «Знание». В 1977—1991 гг. член Научного совета АН СССР по проблеме физической электроники, куратор направления.
Диссертации:
- кандидатская — «Вторичная эмиссия металлических поверхностей под действием положительных ионов» (1962);
- докторская — «Электронные процессы при бомбардировке твердых тел заряженными частицами» (1971).

Один из зачинателей комплексного исследования процессов при ионной бомбардировке поверхностей. Результаты исследований возглавлявшейся им Отраслевой лаборатории МЭП СССР использованы в разработках НИИ «Исток» (Фрязино), НИТИ (Рязань), ВНИИ «Электрон», ЛОЭП «Светлана» и других предприятий. Предложил модель кинетического выбивания электронов, ставшую общепринятой.
Автор монографии (совместно с И. А. Аброяном) :
- Диагностика поверхности с помощью ионных пучков [Текст] / Н. Н. Петров, И. А. Аброян ; М-во высш. и сред. спец. образования РСФСР. — Ленинград : Изд-во Ленингр. ун-та, 1977. — 160 с. : ил.; 21 см.

Умер 30 мая 1998 г. в больнице от заболевания крови. Похоронен на Северном кладбище Санкт-Петербурга.
Заслуженный деятель науки Российской Федерации (1997).
Жена (1954) — Ирина Ильинична Богданова, ст. научный сотрудник НПО «Феррит». Сын Василий (1956) — ст. научный сотрудник ИАнП РАН.